# 変形!ヘンケイ!トランスフォーマー
変形!ヘンケイ!トランスフォーマー（へんけい ヘンケイ トランスフォーマー）は日本でタカラトミーが2008年3月に発売を開始したトランスフォーマーの玩具シリーズ。ハズブロにより欧米中心に2006年11月から展開されたTransformers Classics および2008年の継続シリーズTransformers Universe（Classics 2.0）の商品に、カラーリングの変更などを施した物でメッキ処理がどこかに追加されている（ただし、ミニボットのように例外的に施されていないものもある）ものが多いのが特徴。
Transformers Classics のラインナップは全て Generation-1 （G1） など過去の作品のキャラクターを現在の技術でリメイクしたもの。

## 概要
G1シリーズ（主に初代、ザ・ムービー）を中心に選抜されたキャラクターで構成されている。Classics自体は2007年に公開された映画までの「繋ぎ」の役割を持つシリーズと噂されていたが、「Classics2.0」としてラインナップが展開中であり、G1シリーズ以外のキャラクターも登場し始めている。
Classics 版と比較して変形!ヘンケイ!版は配色がG1アニメ風のカラーリングにより近いものになっている。テックスペックはG1のものが基準となっており、キャラクター名も日本では馴染み深い名称（例：Rodimus⇒ホットロディマス）で表記されている。ただし、商標上の都合でサイバトロンストリークやデストロンオクトーンのように名前の前にそれぞれの軍団名が付く場合もある。
講談社の幼年誌『テレビマガジン』にて、2008年3月号より雑誌連載が開始され、『フィギュア王』、『ハイパーホビー』などの玩具情報誌ではシリーズの最新情報を掲載中。また、『月刊コミックブンブン』で漫画が連載された。

## 日本国内販売

### サイバトロン
C-01 総司令官コンボイ／Optimus Prime
トレーラーキャブに変形する、ただしコンテナは付属していない。メッキはフロントグリルに施されている。彩色は全体的に Classics 版より暗めである。ロボットモードの両肩にあった青い塗装はなくなり、そこには代わりにサイバトロンマークが書き加えられた。また部分的に青く塗られていた大腿部も銀一色に変更されている。ところどころにあった黄色いラインは削除された。また、ビークルモードの端の窓も塗装が施された。
C-02 情報員バンブル／Bumblebee
ビークルモードのモチーフはプジョー・206を思わせるデザインに変更されたが、ロボットモードのデザインはG1に近い。武器は持たないが、背中に接続可能なフライトユニットが付属。フライトユニット自体も水上オートバイに変形し、ビークルモードではバンブルと連結させることが可能。 Classics 版では白いラインが目立っているが、ヘンケイ版では Classics 版より濃い黄色であり、当時のバンブルに近い配色になっている。また、 Classics 版ではあまり塗装されていなかったフライトユニットも黄色を基調にしたカラーリングで塗られている。
C-03 指揮官グリムロック／Grimlock
ティラノサウルス型のメカに変形。G1に登場した同名のキャラクターと比べるとスリムな体形になっている。ロボットモード時の胸にはスパーククリスタルを型どったものが付いている。
フィギュア王のエピソードでは、ロボットモードでは古風な侍を思わせる性格に豹変するという設定になっている。本人曰く、ロボットモードでは無茶をやり過ぎてしまうため、あまり好んでロボットモードになりたくないらしい。
ヘンケイ版の特徴であるメッキ処理はビーストモードで首周りと後ろ足の爪になる部分に施されているが、この部位はG1の同名キャラクターの玩具でもメッキパーツだった。
C-04 諜報員リジェ／Mirage
フォーミュラカーに変形。ロボットモードはG1のリジェとは大幅に異なるデザインとなっている。 Classics 版ではリアウィングに「Witwicky Sparkplugs」とG1に登場したスパイクの父親であるスパークプラグの名前が書かれていたが、ヘンケイ版ではリアウイングはメッキパーツとなり、文字は書かれていない。
C-05 騎士ホットロディマス／Rodimus
G1の同名キャラクターの玩具と比べると可動、プロポーションともに大幅に向上している。
海外では登録商標の都合で「Hot Rod」の名称が使用できなかったため「Rodimus」の名称となったが、アメコミではこれに先がけて「Rodimus」の名称で新作に再登場を果たしていた。
日本発売品はリアウイングにメッキが施されている他、胸のファイアーパターンがアニメ設定を意識した塗装となっており、サイバトロンマークも追加されている。
ビークルモードのモチーフは旧作の印象を残しつつ童夢-零に似たデザインに変更されている。左腕には「レーザーチェーンソー」なる丸ノコが装備されているが、 Classics 版では武器ではなく「データCOMコミュニケーター」という名称で、設定が異なっている。
また、 Classics 版にあったアタックモードが、日本版では無いものとされている（ただし、変形構造は変わっていないため、日本版でも変形させることは可能）。
C-06 空中防衛戦士スカイファイアー／Jetfire
戦闘機に変形。G1デザインを参考に製作された。
アニメ版の意匠を基本に、旧玩具の基となったVF-1 バルキリー的なエッセンスも意図的に残されている。
VF-1Sを思わせるマスクを取り外すことで、その下にはアニメ版に準拠した顔が現われるギミックを採用。日本で発売されたものは全体的にやや白を強調した塗装に変更されている他、キャノピー部分に白い塗装とサイバトロンのエンブレムおよび赤の横線が追加され、マスクのバイザーが青から赤に変更されており、より旧玩具、アニメ版に似た雰囲気になっている。
またマスクを装着し、全ての武器を装備した形態はバトルアップモードという名前が付けられている。なお、バトルアップモードの彼のマスクは、玩具に付録している漫画ではスタースクリームが作った洗脳装置と設定されている。
しかし、マスクが欠陥品であったために己の意思を取り戻すことに成功、デストロンから弱者を守るためにサイバトロンに加わった。その後付属漫画では出番がないため、コントロールマスクがどうなったのかは不明。
ロボットモードの足を真横に広げた上で、ビークルモード時の機体の下方向へ曲げることが出来るため、G1のアニメ同様ガウォークを思わせる形態に変形させることも可能となっている。特に説明書に記載が無いため、意図的に施されたものなのかどうかは不明である。
C-07 戦士サンストリーカー／Sunstreaker
ランボルギーニ・ガヤルドに変形。ルーフを回転させるとそれに合わせて頭部がせり出す、実写映画版玩具にあったオートモーフ機構に近いもの搭載されている。ヘンケイ版では、色がアニメ版に近いオレンジに近い黄色になっており、電子推進ブースターと武器にメッキが施されている。
C-08 戦略家プロール／Prowl
日産・フェアレディZの後継車のパトカーに変形。ヘンケイ版では銃と両肩のミサイルランチャー、そしてリアウィングがメッキ仕様になった他、パトライト部分のパーツが日本のパトカーと同じ形のものに変更されている。試作段階ではG1と同じ形をしたパトランプだった。
C-09 戦士ランボル／Sideswipe
サンストリーカーの仕様変更品。頭部を新造し、胴体を前後逆にすることによりサンストリーカーとの差別化を図っている。装備の違いも再現され、 Classics 版に付属していたエアインテーク（サンストリーカーと同型）が省略されている。また、ビークルモードのナンバープレートには英語表記でランボル自身の名前（RAMBOL）が書かれており、ヘンケイ版と Classics 版とではそれぞれ書かれている名前が異なっている。なお、メッキが施されている部分はサンストリーカーと同じである。
C-10 射撃手サイバトロンストリーク／Silverstreak
本来の名称はストリーク。プロールの仕様変更品で、色の変更に加えパトライトが削除され、その部分はサンルーフのように処理されている。ヘンケイ版は Classics 版では黒かった部分が銀色に変更され、タイヤのホイールの色が赤から薄い灰色に、胸のサイバトロンのエンブレムの大きさも異なっているなど、G1を髣髴とさせるものとなっている。（ただし腕部の配色は違う）なお、メッキが施されている部品はプロールと同じ。
C-11 警備員アイアンハイド／Ironhide
G1アイアンハイドのリメイクだが、G1と異なりSUVタイプの車体に変形。ヘンケイ版は武器とライトがメッキ仕様で、G1に近い色に塗り直されている。
個体差にもよるが、顔の位置が歪み、顔の塗装も良くない。
C-12 密林巡視員サイバトロンチータス ／ Cheetor
本来の名称はチータス。ビーストウォーズシリーズからの初のラインナップ。チーターに変身。彩色の変更だけでチーター以外のネコ科の大型獣（虎に変身するタイガトロン、黒豹に変身するシャドーパンサー）にも使い回された旧玩具と比べ、ビーストモードの体形のチーターらしさが向上している。ただしBWの劇中や旧玩具では銃を武器としていたが、本シリーズではテールホイップという鞭とチーメランカッターという手裏剣のような武器を持つという設定に変更されている。
Classics 版と比べるとヘンケイ版はBWのアニメでのものに近い彩色になっている。メッキパーツはロボットモードでの頭部とチーメランカッター。
かつてのチータスと同一人物なのかは不明だが、付属漫画では「〜ジャン」「うつべし」という日本語版BWのアニメの中での口癖が見られる（武器の「チーメラン」という名称も、『超生命体トランスフォーマー ビーストウォーズリターンズ』で、彼が武器である剣を投げる際に発していた台詞である）。経緯は明らかになっていないが、サファリパークの動物たちとそこに埋蔵されているエネルゴンを守っている。なお、チータスのサイバトロンのエンブレムはビーストウォーズにおけるサイバトロン（＝マクシマルズ）のエンブレムである。
C-13 偵察員ハウンド ／ Hound
ジープらしきオフロードカーに変形。企画段階ではミリタリーテイストが強かった。ヘンケイ版ではG1に近いカラーリングになり、バンパー部分がメッキ処理されている。
カセットロンのジャガーが付属。ハウンドの荷台に取り付けられる他、G1サウンドウェーブの玩具に収納できる。旧玩具に付属していたロケットブースターはついていないが、後ろ足にそれ似たモールドがあり、さらにG1ジャガーのロケットブースターを後ろ足の穴に取り付ければ、アニメでの姿を再現可能である。かつての玩具に比べると横幅が増したプロポーションになっている。
C-14 看護員ラチェット／Ratchet
G1同様アイアンハイドの仕様変更品。SUVタイプの救急車に変形。色の変更に加え、頭部がG1ラチェットを思わせるものに新造されている。ヘンケイ版ではアイアンハイド同様、G1に近い色に塗り直されているほか、プロールと同様にパトランプも変更されている。メッキが施されている部品はアイアンハイドと同じ。
C-15 救助員サイバトロンインフェルノ／Inferno
本来の名称はインフェルノで、消防車（ポンプ車、G2仕様）に変形。ヘンケイ版では日本の消防車のような濃い赤色で、Classics 版では白かった回転灯が薄い赤色に塗られ、401のマーキングが削除されている。モチーフのビークルやロボットモードのプロポーションは変わったが、胸に運転席がそのまま残るロボットモードのデザインはG1をイメージしており、特に顔の造形はG1の玩具に非常に近い。また後頭部にG1の玩具の肩の羽根を思わせるようなディテールが存在している。
メッキパーツは武器のライフルガンとロボットモード時の肩と腕のパネルに使用されているが、G1の玩具も武器にメッキが使われていた。
C-16 特殊戦闘員ダイノボット／Dinobot
ヴェロキラプトルに変身。
ビーストウォーズシリーズからの登板。チータス同様、ビーストモードを優先したデザインだが、旧玩具よりもCGのイメージに近くなっている。『アニメイテッド』に登場するショックウェーブのようなエンブレムチェンジギミックがあり、手首を普通の拳とCG版をイメージした鉤爪状の手首に交換できる。尻尾が変形するシールドは回転はしないが、その代わりにサーベルをミサイルとして発射できるギミックが追加された。そのため安全上の問題もあって、サーベルが刃が短く柄が長いというやや不格好な造形になってしまっている。ヘンケイ版ではCG版に近い配色となり、サーベルにメッキが施されている。
付属漫画では、化石の状態でミニボットたちに発見されるが、突如復活して見境なく大暴れする。そこに現れたホットロッドとミニボットたちの連携を見てサイバトロンを気に入り、仲間になった。チータス同様日本版BWのものとほぼ同じ喋り方（口癖も「ダーッ」）で、BW版ダイノボットと同一人物であるような描写となっているが、記憶は失っている模様。
日本版ではかつての玩具同様サイバトロンだが、海外版ではデストロンとしてラインナップされている（肩書き上は元デストロンなので間違ってはいない）。
C-17 戦士サイバトロンホットロッド／Hot Shot
本来の名称はホットロッドで、スポーツカーに変形。
マイクロン伝説からの登板。エボリューションジョイントは付いているものの、エボリューションギミックはオミットされ、二丁のミサイルランチャー（ミサイルランチャーの名称はジャイアントバズーカである）が付属する。シリーズ屈指の変形難易度を誇るが、エボリューションギミックを排除したことにより、ビークルモード、ロボットモードのプロポーションと可動は格段に向上した。同じ黄色のカラーであるバンブルとの差別化のため、ヘンケイ版では明るいイエローに彩色され、窓のパーツが軟質素材のクリアーパーツに変更されている。メッキはボンネット部のエンジンとミサイルランチャーに使われている。
付属漫画では現代に生まれた若い戦士のようだが、地中に埋まっており、ミニボットたちによって彼が発掘される場面から物語が始まっている。
パートナーマイクロン・ジョルトが付属。
C-18 ミニボット アタックチーム
クリフ/Cliffjumper、ゴング/Brawn 、ビーチコンバー/Beachcomber の3体セットで、旧玩具同様サイズは小さめながら、ビークル、ロボットモード共にアニメ版に近いスタイルとなっている。ヘンケイ版はClassics 版に比べるとアニメに近い彩色になっているが、大きさの都合か他の商品と異なりメッキは使用されていない。海外では『Universe LEGEND CLASS』としてそれぞれ別々に販売されており、こちらではクリフはバンブルとして販売されていた。
C-19 ミニボット スパイチーム
ワーパス/Warpath、アダムス/Cosmos、ウィーリー/Wheelieの3体セットで、アタックチームのメンバーに比べ全員大幅なアレンジがかかったデザインとなっており、アダムスはビークルモードがアダムスキー型のUFOから円盤でロボットモードがスマートになり、ウィーリーはビークルモードが旧玩具に現実車的なテイストが加えられたような姿に、ワーパスはロボットモードの外見はアニメ版とほぼ同じだがビークルモードがSF的な戦車となっている。また、ウィーリーは右肩にパチンコのモールドが施されている。ヘンケイ版では、全員アニメに近い色に塗り替えられており、メッキパーツは未使用である。アタックチーム同様、海外では『Universe LEGEND CLASS』としてそれぞれ別々に販売されていた。ワーパスのビークルモードのデザインはIDWコミックに登場したワーパスのものとよく似ている。
C-20 保安員アラート／Red Alert
サンストリーカー、ランボルの仕様変更品で、ビークルモードの屋根（ロボットモードの背中）にパトランプ（ヘンケイ版ラチェットのパトランプをリカラーしたもの）が追加されており、カラーリングやマーキングもG1の同名玩具を再現したものとなっている。また、ランボル同様ビークルモードのナンバープレートに自身の名前（ALERT）が書かれている。
メッキパーツを使用している部品はサンストリーカーおよびランボルと同じだが、武器は先端部分のメッキが赤く塗られたものが使われており、アニメ版における武器のカラーリングを再現している。
C-21 戦術家スモークスクリーン／Smokescreen
プロール、ストリークの仕様変更品。Classics 版ではアレンジ色の濃い色合いだったが、ヘンケイ版ではボンネットのゼッケンが削除され、アニメ版に近い色（ただし青が薄い）に塗り直されており、ドアのゼッケンの大きさもアニメ基準の大きめなものに変更された。だが、Classics 版では顎下に塗装があったものが、ヘンケイ版では削除され、プロールたちと同じようになっている。
メッキパーツを使用している部品は、プロールおよびストリークと同じだが、リアウィングは赤いメッキが使用されており、G1の玩具を意識した仕様になっている。

### デストロン
D-01 破壊大帝メガトロン／Megatron
G1以来、久々に拳銃に変形するメガトロン。ただし遊戯銃に関するアメリカの法規制に引っかからないようにG1の玩具とは大きく異なった形状になっている（銃社会を参照）。 Classics 版はライトグリーンや紫を多用した派手なカラーリングになっているが、ヘンケイ版は黒とグレーでまとめた従来のイメージ通りのカラーリングに変更された。メッキは胸部、脚部、スコープのデストロンマークなど、グリムロックに次いで多く施されている。
D-02 航空参謀スタースクリーム／Starscream
旧作と同様、F-15系の戦闘機に変形。変形機構はロボットマスターズのそれに近いが腕の部分の処理が変更され、よりアニメ版に近い体形になっている。またヘンケイ版ではClassics 版と比べカラーリングもアニメ版（青が濃い）に近づけられた。メッキはナルビームの砲口部分に施されている。
D-03 トリプルチェンジャー輸送参謀アストロトレイン／Astrotrain
旧作と同様、スペースシャトル、列車に三段変形する、本シリーズ初のトリプルチェンジャー。ただし、列車モードは旧作の機関車から新幹線（九州新幹線つばめがモチーフ）に変更されている。 Classics 版では当時発売された玩具のような白と黒を基調にした塗装だったが、ヘンケイ版では試作段階の時と同じ灰色と紫色を基調とした塗装に変更、そして主翼にデストロンマークが追加したことで、アニメ版に近い配色になっている。
D-04 航空兵ラムジェット／Ramjet
スタースクリームの仕様変更品。翼の形状は旧作同様の三角翼に、頭部はアニメ版に準拠した尖った頭に変更されており、シルエットはスタースクリームと大きく異なる。日本版ではアニメに近い（大腿部は白）カラーリングに変更されており、主翼も赤い成型色に変更され（Classics 版では黒い成型色に赤い塗装）、主翼と機首にそれぞれデストロンマークが追加されている。また、ジェットエンジンとコクピット内部のシートがメッキ仕様になっている。玩具が日本で販売される以前から付属漫画に登場していた。
航空兵サンダークラッカー／Thundercracker
ジェットロンのサンダークラッカーのリメイクで、玩具はスタースクリームの色替え。基本的な仕様は色が違う以外はスタースクリームやスカイワープと同じ。日本では願望百貨店限定で受注生産商品として通信販売。ジョイントの一部が他のジェットロンと比べるとかなり緩い。通常ラインナップ内のキャラクターではないが、実はプロールとサンストリーカーの付属漫画に登場しており、それ以前にもラムジェットとスカイファイアーの付属漫画にも名前の表記が無いものの、彼らしきスタースクリームの色違いのトランスフォーマーが少しだけ登場している。
航空兵スカイワープ／Skywarp
ジェットロンのスカイワープのリメイクで、玩具はサンダークラッカー同様、スタースクリームの色替え。スタースクリーム同様、アニメに近い（ミサイル基部が銀）カラーリングに変更。メッキが施されている部分も同じだが、これ以外にもコクピット内部のシートが紫色になっており、ジェットエンジンもメッキ仕様になっている。サンダークラッカー同様に日本ではトイホビーマーケット限定で受注生産商品として通信販売された。
D-05 トリプルトロン補給兵デストロンオクトーン／Tankor
本来の名称はオクトーン。アストロトレインに続くトリプルチェンジャー第二弾。肩書は『2010』におけるデストロンサイドのトリプルチェンジャーの呼称である「トリプルトロン」が使用されている。ガンシップとタンクローリーに変形。いずれのビークルモードもかつての玩具よりミリタリーテイストが強くなっている。日本版では銃とツインブレードシールドの根元がメッキ仕様になっており、ロボットモードの胴体部分の塗装箇所が増えている（Classics 版ではほとんど黒一色だった）。
『2010』ではスタースクリーム同様野心家だったが、付属漫画では必死に手柄を立ててメガトロン（ガルバトロン）に認めてもらおうとサイバトロンと戦い、あっさり返り討ちにされるコミカルなキャラクターとして描かれている。
D-06 新破壊大帝ガルバトロン／Galvatron
メルカバに似た戦車に変形する。玩具はホットロディマスとほぼ同じサイズで、そのためメガトロンよりも二回りほど小さい。本来はメガトロンと同じサイズで第三の砲台モード（蜘蛛のような姿をした多脚自走砲）が存在していたが、製品化直前の段階で急遽現在のサイズに変更され第三形態もオミットされたとのこと。その名残か、ロボットモードの背中に足のようなパーツ（付属漫画では武器として使用）が存在し、変形難易度も高めになっている。日本版は砲台とロボットモードの腹がメッキ仕様になり、紫色の部分が若干薄くなっており、アニメ版のイメージに近い色となっている。
G1とは違い、メガトロンが自分の意思でエネルゴンの力を得てパワーアップし、変化した姿という設定になっている。サイバトロン全員を一人で一蹴してのけるほどの凄まじい力を見せつけたが、自身の肉体がエネルゴンの強大過ぎるパワーに耐え切れず、元のメガトロンの姿に戻ってしまった。だが、後にサイクロナスの付属漫画では火山のマグマのエネルギーを取り込み、完全にこの姿になったが、スモークスクリーンとアラートの付属漫画ではメガトロンに戻っていた。
D-07 航空参謀サイクロナス／Cyclonus
V字翼のSFジェット機に変形。ターゲットマスター、ナイトスティック（デザインはネブロンのディテールが混ざっている）が付属。G1版に比べ、ジェット、ロボット両モードのプロポーションが格段に向上した。日本版ではウイングとナイトスティックの銃口がメッキ処理がなされ、彩色もアニメ版に近いものとなっている。なお、説明書に記載は無いものの、ナイトスティックを直接腕に接続することも可能である。
付属漫画版、フィギュア王版のエピソード共に『2010』とは違ってスタースクリームがまだ生きていること「航空参謀」が二人いることになっているが、現在の時点では地位争いは起こっていない（スタースクリームが「デストロンのNo.2」という意味合いに対し、サイクロナスの場合は「ガルバトロン（メガトロン）の腹心」という意味合いが強い。フィギュア王版ではメガトロンにも普通に従っている）。

### 限定!ゲンテイ!トランスフォーマー
イベントや通販限定の商品（スカイワープ、サンダークラッカー、およびコンボイ クリスタルverは含まれない）に当てられる名称で、新規でロゴも作られた。
暴走兵スタントロンワイルドライダー／Wildrider
モデルはスタントロンのワイルドライダーだが、本シリーズではホットロディマスの塗装変更品として登場。キャラホビ2008限定販売。
航空兵スラスト／Thrust
ジェットロンのスラストのリメイクで、ラムジェットの仕様変更品。海外のBotcon限定版もラムジェットの仕様変更品だったが、こちらでは武器がスタースクリームに使用されたものに、色と翼がアニメ版に近いもの（腰がグレー）に変更されている。また説明書などに記載は無いものの、スラストのみの仕様として垂直上昇用ローターの付け替えが可能で、これを利用して劇中のイメージを再現することが可能。メッキパーツの使用箇所はダージと同じ。日本では願望百貨店の通信販売限定品として販売。
航空兵ダージ／Dirge
ジェットロンのダージのリメイクで海外でのBotcon限定版はラムジェットの仕様変更品だったが、翼の形状がより劇中に近いものに変更されており、武器はスタースクリームに使用されたものに変更されている。アニメ版に近い色（ただし、大腿部は青）に塗り替えられており、ラムジェットやスタースクリーム同様ビークルモードのシートと武器の砲口部分にメッキが使用されている。日本ではトイホビーマーケットの通信販売限定品として販売。
狙撃員ストレイフ／Strafe
テックボットのストレイフのリメイクで、サイクロナスの塗装変更品。トランスフォーマー公式クレジットカード会員限定に販売された。
銃に変形するターゲットマスター、ロケットボット／Rocketbotが付属。
カラーリングがG1の赤、（頭も、元の玩具は白）オレンジ、白に変更され、メッキ処理はサイクロナス同様ウイング部分に施されているが、ロケットボットの銃口部分はメタリックカラーに塗装されている。
ストレイフがサイクロナスの姿をしていることについて、テックボット部隊は元々ユニクロンに捕食された超ロボット生命体の残骸から生み出された存在であり、この姿は敵の攻撃を受けてストレイフが元の姿に戻った状態であるとされている。
ロケットボットはイタリアにおけるストレイフの名称である。
科学探査員ダークスカイファイアー／Dark Skyfire
スカイファイアーの塗装変更品。トイホビーマーケット限定販売。
デストロンが軍団として確立する前に、スカイファイアーがデストロンとして活動していた際の姿で、カラーリングがスカイワープに近い黒と紫になっている。

### USAエディション
2008年10月、変形！ヘンケイ！シリーズとしてではないが Universe の商品が日本で発売された。メッキ処理はされていないが、配色はUniverse版から大きく変更されている。
シルバーボルト／Silverbolt
超音速ジェットに変形。モデルはG1のエアーボットだが、合体機構はオミットされている。日本ではユニバースUSAエディションとして発売。アニメに近いカラーリングに変更されている。
パワーグライド／Powerglide
双発ジェットに変形。モデルはG1のミニボットだが、同じくミニボットだったバンブルよりも大きく、コンボイやスカイファイヤーよりも巨大な戦士となっている。ユニバースUSAエディションとして発売された際、ボディの色がアニメに準拠したカラーに変更された（海外版が白〈マイクロTFのホットハウス〉なのに対し、日本版は赤である）。また、ロボットモードの胸のカバーの中にはハートマークが入っている。
オンスロート／Onslaught
デストロン側からのラインナップ。モデルはG1のオンスロートだが、合体ギミックはなく、警察用装甲車（ところどころに「S.W.A.T.」の文字が入っている）に変形する。ユニバースUSAエディションとして発売され、色がグレーから青に変更された。

### SONS OF CYBERTRON
『WELCOME TO TRANSFORMERS 2010』キャンペーンとして、総司令官オプティマスプライム（コンボイ）と騎士ロディマス（ホットロディマス）のクリア版セットが、キャラホビ2010限定発売。ロディマスは変形!ヘンケイ!版から、オプティマスプライムはCLASSIC『THE ULTIMATE BATTLE OPTIMUS PRIME vs. MEGATRON』版のOPTIMUS PRIMEから。

## Transformers Classics
2006年11月から海外で展開したシリーズ。実写映画版の制作に対してG1を意識したシリーズであり、企画当初は「Prequel」という名称であった。

### デラックスクラス/Deluxe class
バンブル/Bumblebee
C-02バンブルの海外仕様。車体の中央に白いストライプが入っている。リベンジ、アニメイテッド版バンブルビーとセットで車体の中央に黒いストライプが入っているものが販売された。また、アストロトレインとのセットも存在。
クリフ/Cliffjumper
バンブルの塗装変更品。日本発売は未定
グリムロック/Grimlock
C-03グリムロックの海外仕様。スカイファイアーとのボックスセットも存在。
リジェ/Mirage
C-04リジェの海外仕様。フロントには初代リジェに因む文言が書かれ、リアウィングには初代に登場したキャラクター、スパークプラグの名が刻まれている。
ホットロディマス/Rodimus
C-05ホットロディマスの海外仕様。商標の関係で「Hot Rod」の名は使われていない。
コンボイ/Optimus prime
ボイジャー版とは全く異なるデザイン。マスターピースやロボットマスターズ版を意識しており、G1のものに近いトラックに変形。レバーによる腰の回転ギミックを備える。デラックスクラス版メガトロンとのボックスセット「The Ultimate Battle」の他、実写版ベーシック・オプティマスプライムとのボックスセット、国内初登場となるホットロディマスとのクリアカラー版ボックスセット「SONS OF CYBERTRON」も存在。
スタースクリーム/Starscream
D-02スタースクリームの海外仕様。機体の中央に青いストライプが入っている。G1の玩具同様、機首も青いものになっている。
スカイワープ/Skywarp
スタースクリームの塗装変更品。日本で通販限定だったものと異なり、機体の中央に紫と銀のストライプが入っており、G1の玩具同様、機首も紫である。一般販売ではウルトラマグナスとのボックスセット「Battle for Autobot City」のみ。また、BOTCON2007で残りのジェットロンであるサンダークラッカー、ダージ、スラスト（いずれも国内通販限定版とは仕様が異なる）が限定販売された際に会場で単品販売されたこともある。
アストロトレイン/Astrotrain
D-03アストロトレインの海外仕様。G1の玩具を意識した白と黒のカラーリングになっている。バンブルとのセットも存在。
ラムジェット/Ramjet
D-04ラムジェットの海外仕様。機体中央に赤いストライプが入っている。
メガトロン/Megatron
ボイジャー版とは全く異なるデザイン。G2のメガトロンを意識しており、緑色の戦車に変形。レバーによって砲塔が回転するギミックを備える。デラックスクラス版コンボイとのボックスセット「The Ultimate Battle」のほか、ごく少数ではあるが単品パッケージ版も存在。

### ボイジャークラス/Voyager class
コンボイ/Optimus prime
C-01コンボイの海外仕様。各所に黄色いアクセントが付いている。ウルトラマグナスとのボックスセットも存在。
ウルトラマグナス/Ultra Magnus
コンボイの塗装変更品。コンボイとのボックスセットおよびスカイワープとのボックスセット「Battle for Autobot City」でのみ販売。コンテナが付属しないためアーマーを装着した姿は再現できないが、Fansprojectより出ている非公式のキットを使えば再現可能である。
スカイファイアー/Jetfire
C-06スカイファイアーの海外仕様。ヘルメットのゴーグルの色は日本版と違い青である。グリムロックとのボックスセットも存在。
メガトロン/Megatron
D-02メガトロンの海外仕様。銃規制の関係でカラーリングに紫や黄緑が使われている。

### レジェンズクラス/Legends class
日本ではEZ（イージー）コレクションの名で数体販売されていた、『ギャラクシーフォース』の玩具「Legends of Cybertron」の色替え。
バンブル/Bumblebee
エクシリオン/Hot Shotの色替え。
ファイアーボルト/Fireflight
ドレッドロック/Jetfireの色替え。パワーグライドとして販売される予定だったが商標が取れなかったため、名称が変更された。
ジェットファイアー/Jetfire
サンダークラッカー/Thundercrackerの色替え。
ライオコンボイ/Leo Prime
ライガージャック/Leobreakerの色替え。カラーリングは日本オリジナルのアニメ『ビーストウォーズII 超生命体トランスフォーマー』に登場するライオコンボイに似ている。
メナゾール/Menasor
ギャラクシーコンボイ/Optimus Primeの色替え。モーターマスターとして販売される予定だったが商標が取れなかったため、名称が変更された。
パーセプター/Perceptor
ファストガンナー/Cybertron Defense Red Alertの色替え。
ダイナザウラー/Trypticon
フレイムコンボイ/Scourgeの色替え。
ホワール/Whirl
ライブコンボイ/Evacの色替え。

### マイクロン/Mini-con
『Cybertron（ギャラクシーフォース）』シリーズとして新規開発されていたものだが、クラシックシリーズのラインナップが少ないためにクラシックシリーズとしてラインナップされた。
クリアスカイチーム/Clear Skies Team
ナイトスクリーム/Nightscream（ドラゴンに変形）、スチールウインド/Steel Wind（A-10戦闘機）、サンダーウイング/Thunderwing（戦闘機）。
デモリッションチーム/Demolition Team
ブロードサイド/Broadside（戦車）、スレッジ/Sledge（バックホー・ローダー）、ワイドロード/Wideload（ダンプ）。
ダイノボッツ/Dinobots
ノックダウン/Knockdown（トリケラトプス）、スワープ/Swoop（プテラノドン）、テラソー/Terrorsaur（ティラノサウルス）。
ダートディガーチーム/Dirt Digger Team
ダートロケット/Dirt Rocket（オフロードバイク）、グラインダー/Grindor（モンスタートラック）、オイルスリック/Oil Slick（マッスルカー）。
ナイトレスキューチーム/Night Rescue Team
ストロングアーム/Strongarm（ポリスクルーザー）、ファイアボット/Firebot（消防車）、ダイブボム/Divebomb （アパッチヘリコプター）。
プレデターアタックチーム/Predator Attack Team
ドレッドウイング/Dreadwing（鷹）、オーバーバイト/Overbite（虎）、スナール/Snarl（狼）。
スカイグライド／Skyglide
トイザらス限定配布。海外版の「クリアスカイズチーム」のスチールウィンドの色替え。

### その他/Others
デバスター/Constructicon Devastator
『スーパーリンク』に登場したビルドロンの塗装変更品で、カラーリングがG1を意識した緑と紫になっている。パワーショベルに変形するスカベンジャー/Scavenger、ブルドーザーに変形するスクラッパー/Decepticon Scrapper、ボーンクラッシャー/Bonecrusher、クレーン車に変形するロングハウル/Long Haul、ハイタワー/Hightowerの5体が合体してデバスター/Constructicon Devastatorになる。
サウンドウェーブ/Soundwave
トイザらス限定販売。トランスフォーマー コレクションのサウンドブラスターをサウンドウェーブカラーに変更した物で、そのためカセットが二枚収納できる。カセットに変形するコンドル/Laserbeak、ジャガー/Ravage、そしてラットバットが復刻玩具として付属する。シールはトランスフォーマー コレクション版と共用。

## Transformers Universe
2008年にスタートしたシリーズ。Classicsの継続ラインであり、国内の「変形!ヘンケイ!」と同時に展開したため、日本と海外でほぼ同時に発売された商品が多い。

### サイバトロン/Autobot
トレッドボルト/Tread Bolt
スカイファイアーの塗装変更品。F-14をベースにした戦闘機に変形。
マイクロマスターの空中偵察戦士スカイパトロールチームの同名キャラクターがモデル。
ベクタープライム/Vector Prime
『トランスフォーマー ギャラクシーフォース』に登場したベクタープライムの塗装変更品。宇宙船に変形。銃と飛行機に変形するマイクロンのセーフガード/Safeguardが付属。
『ギャラクシーフォース』にベクタープライムと同一人物という設定だが、サイバーキー（フォースチップ）によるライト&サウンドギミックはオミットされている。
レオプライム（ライオコンボイ）/Leo Prime
『トランスフォーマー ギャラクシーフォース』に登場したライガージャックの仕様変更品。ライオンに変形。
『ビーストウォーズII 超生命体トランスフォーマー』に登場したライオコンボイを意識したキャラクター。サイバーキーによるクローが展開するギミックが搭載されている。
G1コンボイを意識した赤と青を基調にしたカラーリングと、『II』を意識した白を基調にしたカラーリングの2種類が存在。
リペイント製品群の中では珍しく、頭部がコンボイ型の新規パーツに変更されている。
ブラスター（ブロードキャスト）/Blaster
『トランスフォーマー ギャラクシーフォース』に登場したサウンドウェーブの塗装変更品。F-117をベースにしたステルス爆撃機に変形。
G1に登場した同名キャラクターがモデル。変形モチーフがラジカセからステルス爆撃機に変更されたことにより、テックスペックにおけるスピードの値が格段に上がっている。
キラーコンドルの塗装を変更したブロックロック/Blockrockが付属。パッケージではミニコン（マイクロン）とされているが、マイクロンジョイントは無い。
（G1に登場したブロードキャストの部下であるカセットボットに飛行タイプのキャラクターがいなかったため、モチーフになったキャラクターは存在しない）
サイバーキーによって胸部が開閉するギミックが搭載されており、ブロックロックおよび銃を収納できる。
オーバーロード（ウルトラマグナス）/Overload
『トランスフォーマー ギャラクシーフォース』に登場したバックギルドの塗装変更品。TOS-1に酷似した対空戦車に変形。
G1にも同名のマイクロマスターがいるが、パッケージの「ARMADA SERIES」の記述から『マイクロン伝説』に登場したウルトラマグナス/Overloadと同一人物であると分かる。
サイバーキーによってキャノンが展開するギミックが搭載され、マイクロンジョイントを備えている。
ブレイズ（グレイズ）/Blades
『トランスフォーマー ギャラクシーフォース』に登場したライブコンボイの塗装変更品。エアロスペシアルSA365に酷似したヘリコプターに変形。
G1のプロテクトボットの同名キャラクターがモデル。
サイバーキーによってミサイルが展開するギミックの他にリール式の救助ロープおよびローターの回転ギミックも搭載。
ハードヘッド/Hardhead
オンスロートの塗装変更品。S.W.A.T.の装甲車に変形。
G1の『ザ・リバース』や『ザ☆ヘッドマスターズ』に登場した同名キャラクターがモチーフ。
カウントダウン/Countdown
『トランスフォーマー ギャラクシーフォース』に登場したファストガンナーの塗装変更品。大陸間弾道ミサイルを装備した大型装甲車に変形。
『トランスフォーマーV』『トランスフォーマーZ』に登場したロケットベースに付属するムーンレーダー/Countdownがモデル。
ロボット本体がムーンレーダー、ミサイルがロケットベースを彷彿とさせるカラーリングに塗り分けられている。
トランスフォーマーが本格的に外宇宙に進出するよりもっと以前から宇宙を渡り歩き悪漢や暴君を退治して回っていたとされる。
サイバーキーによってミサイルが展開するギミックを搭載し、マイクロンジョイントを備えている。

### デストロン/Decepticon
アシッドストーム/Acid Storm
スタースクリームの塗装変更品。
初代アニメに登場した緑色のジェットロンがモデル。
ヘビーロード/Heavy Load
『トランスフォーマー ギャラクシーフォース』に登場したブレンダルの塗装変更品。ミキサー車に変形。ドリル掘削機に変形するマイクロンのドリルビット/Drillbitが付属。
これまでのシリーズには登場しない、今作オリジナルのキャラクター。サイバーキーによってキャノンが展開するギミックを搭載。
同名のキャラクターは『カーロボット』のビルドタイフーンの海外名や『ギャラクシーフォース』のモールダイブのパートナーマイクロン、ブルブルの海外名などがいる。
ドロップショット/Dropshot
『トランスフォーマー ギャラクシーフォース』に登場したバックギルドの塗装変更品。TOS-1に酷似した対空戦車に変形。
マイクロマスターの砲撃戦士ミリタリーチームの同名キャラクターがモデル。ただしG1では青だった配色が砂をイメージした迷彩色に変更されている。
サイバーキーによってキャノンが展開するギミックを搭載。マイクロンジョイントを備えている。
ネメシスプライム/Nemesis Prime
コンボイの塗装変更品。トラックに変形。
Transformers Universeシリーズに登場した悪のコンボイと同名であり、『カーロボット』に登場したブラックコンボイのカラーリングをイメージしている。
パッケージによればコミック版に登場したストラクサスによって蘇った過去の戦士とされ、記憶を失っているとの記述がある。
ストームクラウド/Storm Cloud
パワーグライドの塗装変更品。A-10をベースにした爆撃機に変形。
マイクロマスターの飛行戦士ジェットパトロールチームの同名キャラクターがモデル。特徴的な緑色の顔が再現されている。
ダークウインド/Dark wind
シルバーボルトの塗装変更品。コンコルドをイメージした戦闘機に変形。
G1のダークウィング/Darkwing（『超神マスターフォース』にてハイドラーとして登場）がモデルであるが、商標の関係で名前が一文字変わっている。
ブルーティカス/Bruticus
『トランスフォーマー ギャラクシーフォース』に登場したフレイムコンボイの塗装変更品。ドラゴンに変形。
G1にも同名のキャラクターがいるが、モデルは『RID』にて販売された同名のキャラクター。
パッケージでは「Predacon」とされ、エンブレムもビーストウォーズにおけるデストロンのものである。
スカイフォール/Skyfall
シルバーボルトの塗装変更品。コンコルドをイメージした戦闘機に変形。
G2に登場したスカイジャック/Skyjackがモデルであるが、商標の関係で名前が変更された。なお、スカイフォールという名前はアクションマスターでも登場している。

## Transformers Generations
2010年からスタートしたシリーズ。ユニバースの継続ラインであり、G1だけでなくアクティヴィジョン制作のゲーム作品『Transformers War for Cybertron（以下WFC）』などのキャラクターも含まれている。日本では「トランスフォーマー ユナイテッド」として2010年末から国内展開を開始した。

### デラックスクラス/Deluxe class
セイバートロニアン・コンボイ/Cybertronian Optimus Prime
『WFC』に登場するコンボイの姿を忠実に玩具化したもの。Titanium版とは異なるデザインのSFトラックに変形する。
セイバートロニアン・バンブル/Cybertronian Bumblebee
『WFC』に登場するバンブルの姿を忠実に玩具化したもの。SFカーに変形する。
ドリフト/Autobot Drift
IDWのコミックに登場したキャラクター。オリジナルデザインのスポーツカーに変形。長い刀や腰の双剣と鞘も再現されている。車体側面および刀に「侍」や「天下無双」の漢字が書かれている。
スラスト/Thrust
G1の同名キャラクターがモチーフ。「限定!ゲンテイ!」版の海外仕様で、G1旧玩具カラー。
ダークマウント/Dark Mount
マーベルコミックスに登場したストラクサス/Straxusがモチーフ。戦車に変形。商標の関係で名前が変更されており、ダークマウントとは彼の要塞の名前である。なお、「ユナイテッド」ではストラクサスとしてリリースされた。
セイバートロニアン・メガトロン/Cybertronian Megatron
『WFC』に登場するメガトロンの姿を忠実に玩具化したもの。SFタンクおよびホバーに変形。ミサイル発射機構を備えた融合カノン砲が付属。
レッドアラート/red alert
G1に登場した同名のキャラクターがモチーフ。パトライトの部分がラチェットからプロールのものに変更され、サンストリーカーについている推進ブースターが付属。
ブラー/Blurr
G1に登場した同名のキャラクターがモチーフ。ドリフトの仕様変更品。頭部がアニメ版ではなく、IDWコミック版のブラーのものになっている。スナイパーライフルとピストルが2丁付属。
ダージ／Dirge
G1に登場した同名のキャラクターがモチーフ。G1旧玩具カラーで、「限定!ゲンテイ!」版にはあったウイング部分のストライプが消されるなどしている。

## コミック
ハズブロの会報に封入された、クラシック版のキャラクターが活躍する。BotConでの限定コミックにも登場予定がある。
マーベルコミック版トランスフォーマーの世界観と繋がりがあり、アクションマスターのスカイフォール/Skyfall、ランドクェイク/Landquakeが別次元に飛ばされたところから始まるマニアックな内容。
コンボイ、メガトロン、グリムロック、ジェットファイヤー、リジェが今作の姿で登場する。他にウルトラマグナス、スカイワープ、ストロングアームや、アクションマスターのスナール/Action Master Snarlも登場。

## オンラインビデオ
Transformers Universe Watch Action Blast
ハズブロサイトで配信されている短編アニメ。取り込んだイラストを動かす形式のストップモーションアニメ風のCGアニメ。登場するコンボイやバンブルは変形!ヘンケイ!版の姿で登場している。現在は地球に来るまでプロローグである第1話が公開。

## メディア展開

### 玩具付属漫画
変形!ヘンケイ!の商品に付いてくる小冊子に載っている津島直人が描く連載漫画。近未来の東京で地球のエネルギーを強奪し、人間をエネルギー採取用の奴隷にしようとするメガトロン。しかし、その情報を人間との情報提供ネットワークで早急に察知したコンボイが現場に駆けつけるという場面から物語は始まる。第1話はコンボイ、バンブル、グリムロック、リジェ、メガトロン、スタースクリームに付属。第2話はアストロトレイン、第3話はホットロディマスと、発売された時期によってストーリーが異なる。第3話までは連続ストーリーだったが、それ以降は1話完結型が多くなっている。

### コミックブンブン版
『月刊コミックブンブン』2008年11月号より津島直人による漫画が連載された。地球人の少年星ノ海ワタル（ほしのうみ ワタル）を中心に、星野町を舞台としたエネルゴンをめぐるサイバトロンとデストロンの戦いを描く。

### テレビマガジン版
『テレビマガジン』2008年2月号からの、津島直人によるイラストと、玩具を使ったジオラマ写真による連載。エネルゴン（G1とは違い金色）をめぐるサイバトロンとデストロンの攻防を描く。

## リンク
- タカラトミー